# Alípio de Sousa Filho
Alípio de Sousa Filho (Catolé do Rocha, 2 de julho de 1961) é um cientista social brasileiro, professor da Universidade Federal do Rio Grande do Norte (UFRN), em Natal, atuante no campo das teorias críticas contemporâneas, sob influência do pensamento de Michel Foucault e Michel Maffesoli.
É um ativista em favor dos direitos civis LGBT (lésbicas, gays, bissexuais, travestis, transexuais e transgêneros). Defensor das mestiçagens culturais, é também crítico das homofobias, misoginias, racismos e biologizações do mundo social (que significa enxergar os fenômenos sociais como se fossem biológicos).
Edita a Revista Bagoas, primeiro periódico acadêmico dedicado aos estudos gays na América do Sul e países de língua portuguesa, publicada pela Universidade Federal do Rio Grande do Norte (UFRN).

## Biografia
Alípio de Sousa ingressou na faculdade de Ciências Sociais da (UFRN) em 1981, formando-se em 1984. Em 1985, ingressou no Mestrado em Ciências Sociais desta Universidade, concluindo-o em 1990 com a dissertação Ideologia, cultura e sociedade: uma discussão em torno de conceitos.
Entre 1986 e 1992, foi docente da Universidade Federal do Piauí (UFPI). Desde 1992, é professor de cursos de graduação e pós-graduação da UFRN, dedicando-se, entre outras atividades, ao ensino  sistemático da obra de Michel Foucault e da sociologia filosófica de Michel Maffesoli.
Em 1996, inicia o doutorado na Universidade de Paris V René Descartes, França, sob a direção do sociólogo francês Michel Maffesoli, defendendo em 2000 a tese As mestiçagens brasileiras: imaginário, cotidiano e práticas de mistura na sociedade brasileira (Les métissages brésiliens: imaginaire, quotidien et pratiques de mélanges dans la société brésilienne).
Retornando ao Brasil em 2000, continua sua atividade de docente e pesquisador na UFRN, ocupando-se com o tema da ideologia a partir de uma perspectiva sócio-antropológica.
A partir de 2004, o seu projeto intelectual orienta-se para uma contribuição ao construcionismo crítico, cujo objeto central é a crítica do discurso ideológico em suas diversas formas, como elucida em seu artigo "Por uma teoria construcionista crítica", publicado na primeira edição da Revista Bagoas.
É idealizador, criador e editor da Revista Bagoas - Estudos Gays, publicação do Centro de Ciências Humanas, Letras e Artes da UFRN, criada em 2007, sendo o primeiro periódico acadêmico de estudos gays da América do Sul e dos países de língua portuguesa.
No período entre 2009 e 2010, foi Secretário Geral da Associação Brasileira de Estudos de Homocultura (ABEH).

## Teoria construcionista crítica
O construcionismo crítico é uma teoria de fundo (que não está à vista) e de fundamento das ciências humanas e de concepções filosóficas que tem por objeto as construções sociais e tem por objetivo pensar sobre essas construções de modo metodológico e crítico, isto é, de modo desconstrucionista crítico. O termo “construção” não é novo no pensamento teórico e metodológico das ciências humanas e das filosofias, sendo utilizado amplamente nas pesquisas científicas, sobretudo aplicado com o adjetivo “social”, dando a entender que a realidade é construída socialmente.
A teoria construcionista crítica tem por objeto as construções sociais, mas se diferencia do “construcionismo”, do "construcionismo filosófico" ou do “construtivismo social”, pois ela também está no fundamento dessas teorias, embora autores como Robert Heiner utilize a expressão (“construcionismo crítico”) como aplicação conjunta de teoria dos conflitos (conflict theory) e “construcionismo social”. O modelo metodológico da teoria construcionista crítica também seria mais abrangente do que o desconstrucionismo de Jacques Derrida, pois a desconstrução que as ciências humanas e concepções filosóficas empreendem é fundamentalmente crítico das ideologias dominantes.
A partir de 2007, Alípio de Sousa passou a situar-se neste debate com o artigo “Por uma teoria construcionista crítica” (publicado no lançamento da Revista Bagoas), que identifica a existência de tal paradigma nas ciências humanas, incluindo certas concepções filosóficas. De acordo com o artigo, que sistematiza os seus fundamentos, pressupostos e postulados, o construcionismo crítico é “(...) síntese de pressupostos, descobertas e conclusões comuns aos estudos sobre indivíduo, cultura e sociedade, realizados pela antropologia, sociologia e história, assim como também formulados por concepções filosóficas, teorias em lingüística, em psicologia etc.”.

### Teoria e método
A crítica construcionista do discurso ideológico e suas relações com o poder tem em Michel Foucault uma das suas fontes mais importantes. Também na sociologia filosófica de Michel Maffesoli, encontram-se as bases para a crítica da monoteização da existência, pretendida pelo discurso ideológico, e para a defesa do politeísmo de valores e do presenteísmo maffesolianos - a valorização das resistências e das transgressões críticas.
A teoria construcionista crítica tem como pressuposto epistemológico o de que toda a realidade social é construída, seja na concepção das representações sociais comuns, seja na concepção de uma sociologia do conhecimento, como conseqüência de atos humanos em todos os âmbitos - tanto dos discursos comuns, cotidianos e representacionais da realidade, como do pensamento científico e filosófico acerca das coisas sociais.
Ao pressupor a construção humana de qualquer conhecimento, a abordagem da teoria construcionista crítica permite observar o objeto do conhecimento sociológico e concomitantemente o seu sujeito .
Alípio de Sousa argumenta que, se as realidades sociais são construídas, elas o são de modo arbitrário, estabelecendo-se e legitimando-se as dominações culturais - padrões éticos, morais e políticos, com o concurso da ideologia - como sendo necessárias à possibilidade social de viver.
Tais construções sociais também estão presentes no critério de verdade central das ciências humanas, cabendo à crítica construcionista estabelecer outro critério, através da desconstrução dessas arbitrariedades, dominações e ideologias. O autor sugere, portanto, que, se a realidade é construída, pode ser desconstruída. Se a construção é arbitrária, dominante e ideológica, a desconstrução é crítica.
Para aprofundar a análise construcionista crítica, e estabelecer uma mediação epistemológica entre a construção e a desconstrução, a ideologia e a crítica, Alípio de Sousa revisa os conceitos de real e realidade, do ponto de vista de uma filosofia da cultura.
Em primeiro lugar, o seu pensamento propõe uma guinada teórica do entendimento tradicional de ideologia e dominação. Se, no materialismo histórico, a ideologia é um conceito pensado como dominação de classe social, sob o primado da base real da economia, para o autor a ideologia é um conceito pensado com a dominação cultural, sob o primado da construção concreta da realidade social. Aqui, portanto, o pensamento acerca da ideologia, da dominação e da realidade, está vinculado não às classes sociais do materialismo econômico e sim às construções sociais do materialismo cultural. Se são econômicos, o real e a realidade são culturais. A economia não vem nem antes nem depois da cultura, mas é seu produto humano.
Enquanto a realidade é a parte cultural fixada e identificada simbolicamente como linguagem comum e institucionalizada para todos, o real é o lastro de potência cultural sobre o qual se assenta a realidade, mas sob a condição desta última se instituir como sendo a única possibilidade do real, como sendo toda a realidade. A realidade se pretende toda mesmo que o seu fundamento real de cultura permita a abertura para outras realidades desconhecidas, pois o processo de institucionalizar a realidade a partir do real cultural a fixa como única e toda, enquanto o real insiste e rivaliza com ela para colocar outras possibilidades de realidade. Isso não quer dizer que o real seja metafísico ou que esteja antes ou depois da  realidade. Quer dizer que o real é concomitante à realidade para insistir que ela não é toda e única como se pretende.
Assim, o pensamento construcionista crítico define que a construção social pode ser ideológica, mas pode ser também desconstruída de modo crítico. Se a construção é ideológica é porque estabelece uma realidade dominante como sendo o real. Contudo, a crítica de desconstrução formula que o real construído ideologicamente em realidade abarca algumas possibilidades institucionalizadas e afasta a infinidade das demais. A realidade ideológica faz com que o real perca o seu contorno potencial de real para se tornar simples realidade instituída. Mas, criticamente, a construção social não se limita a essa realidade, subsistindo o real social, que transborda os seus limites.

## Vida pessoal

### Ativismo gay
Seu ativismo pelos direitos gays ganhou corpo quando ainda era jovem, nos anos de graduação na UFRN, em Natal, com a participação no movimento estudantil.
Publica periodicamente críticas em jornais e revistas contra a biologização dos sentidos da sexualidade e dos gêneros, principalmente contra as tentativas de naturalização do desejo gay, como, por exemplo, no artigo "Cérebros (homos)sexuais: ressonâncias do preconceito". Neste artigo, Alípio de Sousa discute que considerar a sexualidade, os gêneros e o desejo gay como derivados da biologia ou da natureza é um retrocesso que precisa ser combatido, justamente porque perpetua os padrões de dominação dos preconceitos homofóbicos.
Atua na articulação entre o meio acadêmico e o movimento LGBT e participa do debate científico sobre a homofobia. Nesse sentido, desde 2007 é editor da Revista Bagoas e, entre 2009 e 2010, foi Secretário Geral da Associação Brasileira de Estudos de Homocultura (ABEH).

### Controvérsias
No dia 6 de março de 2018 Alípio envolveu-se em uma controvérsia  ao expulsar uma aluna de sua de Introdução a Sociologia na Universidade Federal do Rio Grande do Norte (UFRN). O motivo  apresentado pelo professor à imprensa foi:
“Uma criança de cinco anos, todo mundo sabe, é uma criança que fica inquieta. E a aluna tem que se ocupar com a filha. Se ocupa, porque fica vendo a criança levantar, a criança sentar. E, portanto, a criança fica chamando a atenção da aluna, o que faz com que ela não esteja atenta à aula. Além disso, chama a atenção dos demais alunos”
O ponto para gerar a polêmica foram áudios capturados após a expulsão da aluna que circularam pelas redes sociais, nesses o professor faz declarações como:
“Ela encontre uma rede de solidariedade para cuidar da criança. Não consegue essa rede de solidariedade? Repense sua vida. Não tem que estar fazendo Ciências Sociais, não tem que estar estudando na universidade. Você só faz isso se tiver condições. Agora não vai impôr à instituição coisas que não são assimiladas pela instituição (…) 'ah, eu sou pobre, não tenho'. Problema seu, a universidade não tem problema com isso, se vire”
Na mesma coletânea de áudios, ele chega a ameaçar a aluna a apresentar o caso para Conselho Tutelar.
O mesmo quando questionado pelo jornalismo do G1 sobre os áudios ironiza dizendo:
"Esse áudio é maravilhoso, eu agradeço a eles por estar divulgando"
No dia 3 de dezembro de 2019, A Justiça Federal do Rio Grande do Norte publicou sentença de ganho parcial de causa, na primeira instância, a Alípio de Sousa contra os réus UFRN e Cesar Sanson, servidor da instituição, por assédio moral pelos desdobramentos do caso da aluna que, segundo a Justiça Federal, não havia sido expulsa. Os réus foram sentenciados a indenizar solidariamente Alípio em 40.000 reais.

## Publicações
- Tudo é construído! Tudo é revogável! a teoria construcionista crítica nas ciências humanas. São Paulo: Cortez Editora, 2017.
- Brésil: terre de métissages. Saarbrücken, Alemanha: Presses Universitaires Europeennes, 2011.
- Diversidade sexual e gênero na escola. Natal: Opção Gráfica e Editora, 2009.
- Les métissages brésiliens. Paris: Presses Universitaire du Septentrion, 2003.
- Medos, mitos e castigos. 2. ed. São Paulo: Cortez Editora, 2001.
- Responsabilidade intelectual e ensino universitário: carta aberta aos que amam a ciência. Natal: EdUFRN, 2000.